# 西遊記 孫悟空対白骨婦人
『西遊記 孫悟空対白骨婦人』（さいゆうき そんごくうたいはっこつふじん、原題：金猴降妖）は、1984年に中国の上海美術映画製作所によって製作され、1985年に公開されたアニメ映画。元々は1984年から1985年にかけて5つのパートに分けて制作され、順次テレビ放映されたアニメを再編集した作品。1986年に第六回中国映画金鶏奨受賞。
中国の伝奇小説『西遊記』第二十七回「三打白骨精」を題材にしたアクション・ファンタジーのアニメ映画作品。孫悟空と白骨夫人の戦いの物語に基づく。
日本では劇場未公開。1991年にNHKで『西遊記 孫悟空対白骨婦人』のタイトルで放映された。ソフトはLDが1994年8月25日にパイオニアLDCから『孫悟空の妖怪退治』のタイトルで発売された。

## 登場人物
孫悟空（）
本作の主人公であらゆる仙術をこなす猿の大王。かつて天上界で暴れたことで五行山に閉じ込められたことを三蔵法師に助けられたことを恩に感じており、彼を「お師匠様」と呼び慕っている。他人には飄々とした話し方をするが三蔵法師には丁寧語を使っており、責任感が強く、常に彼の安全を第一に考えている。誰よりも白骨夫人の正体に気付くが誰からも信じてもらえず、人間を殺したということで破門されてしまい、涙を流した。その後、故郷に戻り、国を再建した後、再び猿の大王に戻るも八戒から白骨夫人のことを聞かされた際も冷たく追い払うも放っておけずに三蔵法師達に助けに行き、彼からの謝罪を受けた後、許してあげ、再び弟子に戻った。
三蔵法師（）
悟空達の師匠で生真面目で信心深い人物だが見た目で判断をし、真実を見ようとしない所があり、悟空の言葉を信じず、白骨夫人の策にハマり、罰を与えた後、罪人として悟空を破門にした。その後、白骨夫人が自身の計画を話した際、悟空のことを信じなかったことを後悔し、物語の終盤、そのことを謝罪した。
 猪八戒（）
悟空の弟弟子の一人である豚の妖怪。大食らいで美女に弱く、白骨夫人の策略に誰よりもハマり、無茶苦茶な言い難いをつけ、結果的に悟空を悪役に仕立てる手助けをしてしまう。一方で悟空のことは兄貴分として慕っているようで破門された際、大泣きしたり、三蔵法師が捕らえられた際、助けを求めにいっている。
沙悟浄（）
悟空の弟弟子の一人で三蔵法師と一緒にいることが多い。真面目で好戦的な性格で悟空のことを「兄弟子」と呼んでおり、八戒が白骨夫人の誘いに乗りそうになった際、悟空の言葉を思い出させて止まらせたり、三蔵法師による悟空の破門を思い直す様説得する。
白骨夫人（）
本作の悪役で女の大妖怪。普段は美しい女性の姿をするがそれは仮の姿で正体は名前の通りに白骨である。冷酷かつ狡猾な性格であらゆる者に化け、さらに自身の偽物を使い、死を偽装することができる妖術を得意とし、それを利用し、悟空と三蔵法師達を仲違いされることに成功させ、三蔵法師達を取られるも、自身の母に化けた悟空に逆に騙され、三蔵法師を抹殺しようとするも失敗に終わり、正体を明かし、死闘を繰り広げるも悟空に頭を引き抜かれ、炎で燃やされ、死亡した。

## キャスト
| 役名       | 原語版声優                 | 日本語吹替 |
| ---------- | -------------------------- | ---------- |
| 孫悟空     | 李揚（リー・ヤン）         | 山田康雄   |
| 三蔵法師   | 談鵬飛（タン・ペンフェイ） | 荻島真一   |
| 猪八戒     | 畢克（ビ・クー）           | 西尾徳     |
| 沙悟浄     | 趙兵（ジャオ・ビン）       | 加藤精三   |
| 白骨婦人   | 洪融（ホン・ロン）         | 小原乃梨子 |
| こうもり   |                            | 関俊彦     |
| 虎怪       | 呉魯生                     | 緒方賢一   |
| 狼怪       |                            | 矢田耕司   |
| 熊怪       | 戦車                       | 青森伸     |
| 蛇怪       |                            | 沢りつお   |
| 金狐       |                            | 京田尚子   |
| 子供       | 韋啓昌                     | 坂本千夏   |
| 老猿       |                            | 伊井篤史   |
| 土地神     |                            | 安西正弘   |
| 小鬼       |                            | 田中正彦   |
| 手長猿     |                            | 喜多川拓郎 |
| 召使い     |                            | 井上喜久子 |
| 小猿1      |                            | 伊藤美紀   |
| 小猿2      |                            | 松本梨香   |
| 小猿3      |                            | 兼子由利子 |
| ナレーター |                            | 大木民夫   |

## スタッフ
- 監督：特偉（トー・ウェイ）、厳定憲（イェン・ティンシエン）、林文肖（リン・ウェンシャオ）
- 脚本：特偉、包蕾
- 造型設計：詹同、閻善春
- 背景設計：陳年喜
- 動画設計：常光希、張澋沅、張總青、杜春甫、徐建国、范本新、鄔美坤、陸成法、陳明明、王加世、王復美
- 絵景：江愛堅、朱岷甫、李榮中、呉懐澤、余力
- 制片主任：費明修
- 劇務：趙徳遠
- 動画検験：楊艾華
- 動画：李美娟、婁燁、顧麟龍、陳鋒、黄文平、徐祖明、馮權、李珊、高敏捷、陳賽雄、劉燕群、張建華、徐志堅、張斌、耿明敏、李曉
- 検験：銭佩欽
- 調色：呉萍萍
- 描線：施有成、厳錦芳
- 上色：金徳元、李文然
- 撮影：游涌、蔣友毅、呉華榮
- 録音：侯申康
- 編集：肖淮海
- 効果：張元浩
- 撮影助手：銭金熙
- 録音助手：虞妙英
- 作曲：金復載
- 指揮：王永吉
- 独唱：廖牧真
- 演奏：上海電影楽団
- 製作：上海美術映画製作所

## 日本語版スタッフ
- テレビ放映：NHK
- 演出：山田悦司
- 台本：尾崎順子

## 関連作品
- 『西遊記 鉄扇公主の巻』（原題：鉄扇公主、1941年）
- 『大暴れ孫悟空』（原題：大鬧天宮、1961年・1964年）